# Венское соглашение о международной классификации изобразительных элементов знаков
Венское соглашение (англ. Vienna Agreement Establishing an International Classification of the Figurative Elements of Marks) учреждает классификацию (Венскую классификацию) товарных знаков, включающих в свой состав или состоящих из изобразительных элементов.
«Компетентные ведомства Договаривающихся государств должны указывать номера категорий, групп и подгрупп Классификации, к которым принадлежат изобразительные элементы знаков, в официальных документах и публикациях, связанных с регистрацией соответствующих знаков и её продлением».
Административные функции Соглашения выполняет Всемирная организация интеллектуальной собственности.
По состоянию на 2022 год участниками являются 35 государств.